# Gustav Davidsson
Gustav Nils Anders Davidsson (* 29. November 1999 in Stockholm) ist ein schwedischer Handballspieler auf den Positionen Rückraum Mitte oder links, der in der schwedischen Liga für Hammarby IF HF spielt.

## Karriere
Gustav Davidsson wurde in Stockholm geboren, zog aber schon früh nach Åhus. Dort begann er seine Handballkarriere beim Klub Åhus Handboll. Im Jahr 2015 wechselte er in die Juniorenmannschaft des Traditionsklubs IK Sävehof, mit dem er in den Jahren 2016 und 2017 die schwedische Juniorenmeisterschaft gewann.
In seiner ersten Saison (2018/19) mit der Profimannschaft von IK Sävehof konnte er die Schwedische Meisterschaft feiern. Ab 2019 lief er für Hammarby IF HF auf. Hier spielte er zunächst in der Allsvenskan und konnte 2021 den Aufstieg in die Handbollsligan erlangen. Im März 2023 erreichte das Team das Finale im ATG Svenska cupen (schwedischer Pokal) gegen IFK Kristianstad und unterlag im Rückspiel erst nach Siebenmeterwerfen. In der Handbollsligan erreichte Hammerby zum zweiten Mal in Folge die Play-offs, gewann das Viertelfinale mit 3:0 gegen Alingsås HK und unterlag im Halbfinale erneut gegen IFK Kristianstad. Gustav Davidsson wurde in dieser Saison mit 132 Toren (Platz 8 in der Torschützenliste) und 116 Vorlagen (Bestwert) in das All-Star-Team auf der Rückraum Mitte gewählt und als MVP ausgezeichnet.  Zur Saison 2023/24 wechselte er in die deutsche Bundesliga zu den Rhein-Neckar Löwen und erreichte mit dem Team den dritten Platz in der EHF European League. Ein weiteres Final Four Turnier erreichte er mit den Löwen im DHB-Pokal 2024/25.
Nachdem sein Vertrag bei den Löwen nicht verlängert wurde, kehrt er zur Saison 2025/26 nach Hammerby IF in die schwedische Liga zurück.
Mit der schwedischen Junioren-Nationalmannschaft belegte Davidsson bei der U-21-Weltmeisterschaft 2019 den elften Platz und warf 23 Tore. Am 8. März 2023 stand er das erste Mal im Aufgebot der A-Nationalmannschaft.

## Erfolge
- 2016: Schwedischer Juniorenmeister mit IK Sävehof (Junioren)
- 2017: Schwedischer Juniorenmeister mit IK Sävehof (Junioren)
- 2019: Schwedischer Meister mit IK Sävehof
- 2023: MVP der schwedischen Liga

## Saisonbilanzen
| Saison              | Verein              | Spielklasse         | Spiele | Tore | 7-Meter | Feldtore |
| ------------------- | ------------------- | ------------------- | ------ | ---- | ------- | -------- |
| 2017/18             | IK Sävehof          | Handbollsligan      | 0006   | 0004 | 0       | 0004     |
| 2018/19             | IK Sävehof          | Handbollsligan      | 0030   | 0019 | 0       | 0019     |
| 2019/20             | Hammarby IF HF      | Allsvenskan         | 000    | 000  | 0       | 000      |
| 2020/21             | Hammarby IF HF      | Allsvenskan         | 000    | 000  | 0       | 000      |
| 2021/22             | Hammarby IF HF      | Handbollsligan      | 0025   | 0126 | 20      | 0106     |
| 2022/23             | Hammarby IF HF      | Handbollsligan      | 0026   | 0132 | 20      | 0112     |
| 2023/24             | Rhein-Neckar Löwen  | Bundesliga          | 0027   | 0058 | 07      | 0051     |
| 2023/24             | Rhein-Neckar Löwen  | Bundesliga          | 0034   | 0064 | 0       | 0064     |
| Summe aller Saisons | Summe aller Saisons | Summe aller Saisons | 0148   | 0403 | 47      | 0356     |

Internationale Saisonbilanzen siehe Datenbank der EHF unter Weblinks